# Poráč
Poráč je obec v okrese Spišská Nová Ves v Košickém kraji.

## Polohopis
Obec vznikla v polovině 14. století jako hornická osada. Obec se nachází v alpsko-himálajské soustavě, podsestavě Karpaty, provincii Západní Karpaty, subprovincii vnitřní Západní Karpaty, oblasti Slovenského rudohoří, celku Volovské vrchy a podsestavě Hnilecké vrchy na rozvodí Poráčského potoka a Zlatníka. Nachází se 16 km VJV od okresního města Spišská Nová Ves a JZ od Spišských Vlachů. Do obce vede silnice číslo III/5365. Katastr má rozlohu 1887 km², nejnižší bod obce má nadmořskou výšku 530 metrů a nachází se při ústí Poráčského potoka do katastru sousední obce v Poráčské dolině. Nejvyšší bod má nadmořskou výšku 970 metrů a nachází se v Javorinách. Katastr obce má tvar písmene L otočeného naopak a je prodloužený ve směru SJ a severní část okresu je prodloužena ve směru ZV. Obec je od severní státní hranice vzdálená 56 km, jižní hranice 35 km, východní hranice 120 km a západní 290 km. Jižní hranice obce tvoří i hranici okresu v délce 2,5 km, obec sousedí se šesti obcemi okresu Spišská Nová Ves(Slovinky, Olcnava, Vítkovce, Chrást nad Hornádom, Matejovce, Rudňany).
Obec má čočkovité náměstí s malým parkem uprostřed. V centru obce se nachází obecní úřad a na levé straně je jednolodní řeckokatolický chrám sv. Demetera. V blízkosti obce (2 km) se nachází rekreační středisko Poráčská dolina a lyžařské středisko Brodok.

### Sousední obce
Chrast nad Hornádom, Matejovce nad Hornádom, Olcnava, Rudňany, Slovinky, Švedlár, Vítkovce

### Vodní toky
Hydrogeograficky patří území do povodí Hornádu (hydrologické číslo 4-32), do kterého je odvodňované Poráčským potokem protékajícím VZ směrem Poráčská dolina.
Řeka Zlatník vyvěrá v obci Poráč pod studnou, která se nachází uprostřed obce. Další řekou je Poráčský potok, který vyvěrá v Javorině při Třech studních. Biela voda vyvěrá pod Šarkaňovou dírou, Kompagrund vyvěrá pod Holým vrchem, Slovinský potok pod Bukovcem další řeky Uherská, Sihliny. Znečištění vod je nízké až střední, podzemní vody jsou středně agresivní ale ohrožení zásob podzemní vody je vysoké. Na jihu katastru se nachází pásmo hygienické ochrany 2-3 stupně povrchových vod. Je zde významné povodí toku číslo 80 a významné jsou zde dva toky číslo 631 a 630. Využitelné množství podzemních vod má hodnotu 1,00 - 1,99 ls-1,km². Širší okolí průzkumové oblasti se nachází ve smyslu hydrologické rajonizace SR v rajónu G-118 paleozoikum Slovensku Rudohoria v povodí Hornádu. Hydrogeologický celek je nízko zvodněných a nevytváří vhodné podmínky pro akumulaci většího množství podzemních vod. Oběh podzemních vod je mělký, podpovrchový, úzce spojený s vodami kvartérních zvětralin, který je velmi intenzivně ovlivněn srážkami. Propustnost fluviálních sedimentů je převážně pórovitá, významné jsou fluviální náplavy-Poračský potok a Sihliny. Tektonické linie s doprovázejícím poruchovým pásem vytvářejí lineární zvodnělé zóny a dřeň okolní puklinové a puklinovo-porézní vody a jsou zdrojem podzemních vod. Pramen Bereza se nachází pod kótou Bukovec v Javorinách. Absolutní hodnoty vydatnosti kolísají od 0,157 l / s do 2,4 l / s což představuje slabou spolehlivost. Pramen Dvě studny se nachází pod kótou Bukovec v části Lefková. Absolutní hodnoty vydatnosti kolísají od 0,279 l / sa 2,4 l / s což představuje dobrou spolehlivost. Oba prameny patří do základního, nevýrazného, kalcium-magnézium-bikarbonátovém typu a jde o vody slabě mineralizované. Zdroje po kvalitativní stránce vyhovují využívání podzemních vod. Ještě se zde nacházejí prameny Sirilova studna a Ungarova důl.

## Politika

### Starostové obce
- 1993–1994 Vladimír Vrábeľ (SDĽ)
- 1994–1998 Ing. Peter Volčko (HZDS)
- 1998–2002 Ing. Peter Volčko
- 2002–2006 Ing. Peter Volčko (NEKA)
- 2006 Ing. Peter Volčko

### Zastupitelstvo
- 1990–1994 – 12 zastupitelů
- 1994–1998 – 12 zastupitelů (6 HZDS, 3 NEKA, 2 KDH, 1 SDĽ)
- 1998–2002 – 12 zastupitelů (8 HZDS, 3 SDĽ, 1 KDH)
- 2002–2006 – 9 zastupitelů (4 ANO, 3 SDĽ, 2 SMĚR)

## Obyvatelstvo
Vývoj obyvatelstva od roku 1869
| Rok sčítání | Počet obyvatel | Počet domů |
| ----------- | -------------- | ---------- |
| 1869        |                | -          |
| 1880        | 1 341          | 126        |
| 1890        | 1 078          | 146        |
| 1900        | 1 093          | 224        |
| 1910        | 999            | 230        |
| 1921        | 889            | 225        |
| 1930        | 885            | 203        |
| 1950        | 723            | 186        |
| 1961        | 848            | 190        |
| 1970        | 1 006          | 213        |
| 1980        | 1 028          | 229        |
| 1991        | 972            | 241        |
| 2001        | 1 036          | 243        |

Složení obyvatelstva podle náboženského vyznání (2001):
|                          | Počet obyvatel | %    |
| ------------------------ | -------------- | ---- |
| Římskokatolická církev   | 88             | 8,5  |
| Řeckokatolická církev    | 836            | 80,7 |
| Pravoslavná církev       | 6              | 0,6  |
| Evangelická církev a. v. | 3              | 0,3  |
| Bez vyznání              | 75             | 7,2  |
| Ostatní a nezjištěno     | 28             | 2,7  |

Složení obyvatelstva podle národnosti (2001):
|                      | Počet obyvatel | %    |
| -------------------- | -------------- | ---- |
| Slovenská            | 688            | 66,4 |
| Romská               | 247            | 23,8 |
| Rusínská             | 84             | 8,1  |
| Ukrajinská           | 7              | 0,7  |
| Ostatní a nezjištěno | 10             | 1,0  |

### Farní úřad
Řeckokatolický duchovní správce: ThLic. Milan Gábor (* 1973)
Filiálka římskokatolického úřadu Rudňany

## Kultura
Každý rok se v obci začátkem září koná rusínský folklorní festival „Šachtare volají“.

## Hospodářství a infrastruktura

### Doprava
Autobusová linka: 810423

## Osobnosti
- Štefan Hanuščin – autor knihy povídek Vysoké schody
- Juraj Hanuščin – syn Štěpána Hanuščina, autor knihy povídek Poslední Stačí

## Školy
V obci je zřízena Základní škola s mateřskou školou. V současnosti je ředitelem PaedDr. Eva Konečná. V budově školy je školní klub, jídelna a sídlí zde i Obecní knihovna Poráč.